# InZOI
inZOI ist ein Lebenssimulations-Videospiel mit Open-World-Elementen, das vom inZOI Studio entwickelt und im März 2025 von dessen Holding Krafton im Early Access für Windows-PCs veröffentlicht wurde. Eine PS5-Version wurde für Anfang 2026 angekündigt, während eine Xbox-Series-Version in Erwägung gezogen wird.

## Spielprinzip
inZOI enthält viele aus anderen Lebenssimulatoren bekannte Mechaniken, z. B. Charaktererstellung, Gebäudebau, Bedürfnisse, soziale Interaktion, Karrieren, Bildung, Beziehungen, Familie, Fähigkeiten, das Altern und den Tod.
Der Spieler schlüpft in die Rolle eines Praktikanten in der fiktiven Firma AR COMPANY, wo es seine Aufgabe ist, eine virtuelle Nachbarschaft zu betreuen und zu gestalten. Zu Beginn der Early-Access-Phase standen zwei Nachbarschaften zur Auswahl – Bliss Bay, eine von Santa Monica inspirierte Umgebung und Dowon, dessen Vorbild Seoul ist. Die Gestaltung der Nachbarschaft kann über diverse Optionen verändert werden.
Bewohnt und bevölkert wird diese Nachbarschaft von virtuellen Personen, den Zois. Der Spieler kann pro Spielstand bis zu acht Zois erstellen, die in verschiedenen Verhältnissen zueinander stehen können, etwa Ehe, Wohngemeinschaft oder als Verwandte. In einem Charaktereditor können die Zois individualisiert und mit Outfits versehen werden. Die so erstellten Zoi können in der Welt direkt oder per Point-and-Click gesteuert werden, letztere Möglichkeit ähnelt stark der Spielweise in den Genre-Klassikern der Die-Sims-Reihe.
Die Zois haben Bedürfnisse, die erfüllt werden müssen und können einem Beruf nachgehen oder anderweitig Geld verdienen.
Spieler können ihre erstellten Zois und Gebäude über das Canvas-Tool, welches im Spiel oder per Browser besucht werden kann, veröffentlichen und so mit Mitspielern teilen.

## Entwicklung
Die Entwicklung von inZOI begann im Jahr 2023 durch ein Team aus erfahrenen Simulator-Entwicklern. Das Team nutzte fortschrittliche AI-Technologien, um das Verhalten der Zois so lebensecht wie möglich darzustellen. Besonderes Augenmerk lag auf der Entwicklung des Canvas-Tools.

## Vermarktung

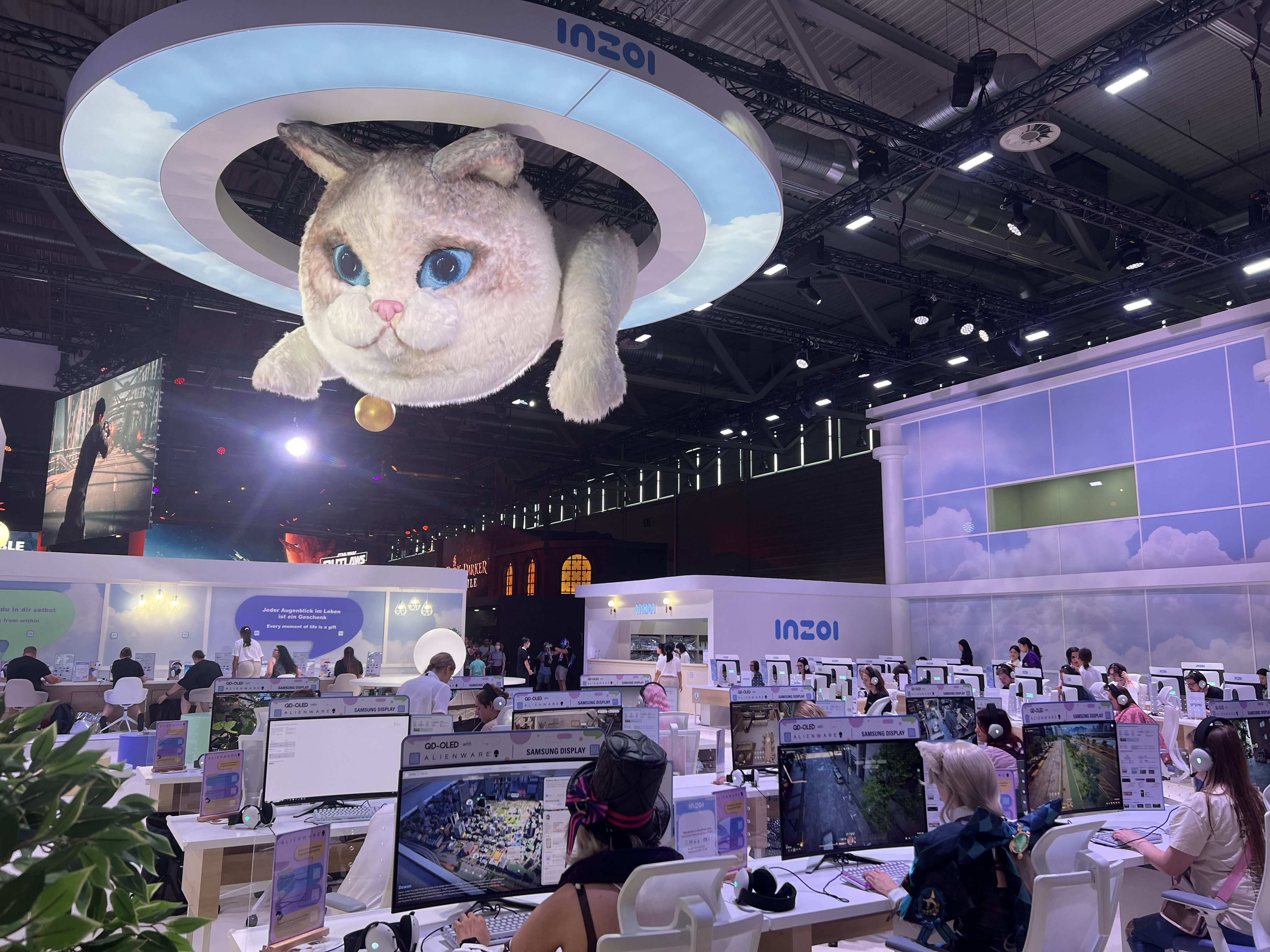
inZOI-Stand auf der Gamescom 2024 mit Psycat.

inZOI wurde erstmalig auf der G-Star 2023 durch eine Gameplay-Demo vorgestellt, die Einblicke in Charaktererstellung, Baumodus, Nachbarschaftsgestaltung, Wetter und das eigentliche Gameplay selbst bot. Ein Reporter betonte, dass die Wahl der Unreal Engine 5 für „eine visuell beeindruckende und immersive Simulationserfahrung“ sorge.
Vom 30. Mai bis zum 12. Juli 2024 fand der von CLO Virtual Fashion und inZOI Studio veranstaltete Wettbewerb CONNECT x inZOI – Every Style Tells a Story statt. In den Kategorien Master of Trends Award, Elegant Comfort Award, Creative Casual Award und Refined Everyday Award konnten die Teilnehmer digitale Kleidung entwerfen und erhielten die Chance auf Preisgelder und die Integration ihrer Werke im Spiel. Die Gewinner wurden am 8. August 2024 bekannt gegeben.
Auf der Gamescom 2024 konnte das Spiel am inZOI-Stand, der den Arbeitsplätzen der virtuellen Firma AR COMPANY aus dem Spiel nachgebildet war, angespielt werden. Teilnehmer erhielten einen Mitarbeiterausweis mit ihrem Namen und dem erstellten Avatar. Krafton bewarb außerdem die Kooperation mit Samsung Display, deren Konzepte teilweise im Spiel nachgebildet sind. Über dem Stand schwebte eine große Plüsch-Nachbildung von Psycat, einer in den Spielmenüs und auf Werbegrafiken allgegenwärtigen Katze.
Vom 20.–25. August 2024 war auf Steam mit dem inZOI Character Studio die Charaktererstellung als separate Software verfügbar und erreichte zeitweise bis zu 18.000 gleichzeitige Spieler.